# 萨尔达尔普尔
萨尔达尔普尔（Sardarpur），是印度中央邦Dhar县的一个城镇。总人口6120（2001年）。

## 人口
该地2001年总人口6120人，其中男性3204人，女性2916人；0—6岁人口895人，其中男468人，女427人；识字率70.23%，其中男性为79.15%，女性为60.43%。